# Suho (Dobje, Slovenija)
Suho je naselje u slovenskoj Općini Dobju. Suho se nalazi u pokrajini Štajerskoj i statističkoj regiji Savinjskoj. 

## Stanovništvo
Prema popisu stanovništva iz 2002. godine naselje je imalo 60 stanovnika.